# Super Nintendo Entertainment System
O Super Nintendo Entertainment System (ou apenas Super Nintendo, abreviado SNES; no Japão Super Famicom, abreviado SFC, em japonês:  スーパーファミコン, transl. Sūpā Famikon) é um console de videogame de 16-bits de quarta geração desenvolvido pela Nintendo, que foi lançado no período de 1990 à 1993 em várias parte do mundo. No Japão foi adotando o nome abreviado do seu antecessor, o Famicom (de Nintendo Family Computer) sendo chamado Super Famicom. Na Coreia do Sul, é conhecido como Super Comboy e foi distribuído pela Hyundai Electronics. Embora cada versão seja essencialmente as mesmas, várias formas de bloqueio regional impedem que as diferentes versões sejam compatíveis entre si.
O Super Nintendo Entertainment System é o segundo console doméstico da Nintendo, sucessor do Nintendo Entertainment System (NES). O console apresentou gráficos e recursos de som avançados em comparação com outros consoles na época. Além disso, o desenvolvimento de uma variedade de chips de aprimoramento (que foram integrados em placas de circuito) ajudou a mantê-lo competitivo no mercado. Enquanto brutos gráficos tridimensionais raramente tinham sido vistos antes em consoles domésticos, utilizando o chip Super FX começando com Star Fox em 1993, o SNES foi capaz de rodar jogos com gráficos tridimensionais suaves e mais detalhados do que era anteriormente possível. Isso despertou interesse mais difundido em gráficos de polígono na indústria, ajudando a inaugurar os gráficos 3D, como pode ser visto na quinta geração de consoles de videogame.
O SNES foi um sucesso mundial, tornando-se o console mais vendido da época apesar de seu início relativamente tardio e a competição feroz que enfrentou na Europa e América do Norte. O SNES permaneceu popular até a era de 32 bits e continua a ser popular entre os fãs, colecionadores, retro gamers e entusiastas de emulação, alguns dos quais ainda estão fazendo imagens ROM homebrew. O sucesso de sua venda foi superior a 50 milhões de unidades por todo o mundo. O SNES foi oficialmente descontinuado em setembro de 1999 nos Estados Unidos, e em setembro de 2003, no Japão. O último jogo oficialmente lançado para a plataforma foi Metal Slader Glory: Director's Cut tendo sido lançado exclusivamente no Japão em novembro de 2000.
Em 2017, uma versão chamada Super Nintendo Classic foi lançada na América do Norte e Europa, contendo 21 jogos do console original pré-instalados (incluindo o jogo Star Fox 2).

## História
Tudo começou quando a NEC decidiu competir com o famoso NES, lançando o videogame TurboGrafx-16 em Outubro de 1987. Já a SEGA lançou o videogame Mega Drive em 1988. Como os dois videogames tinham processadores de 16-bits, mais avançados que o NES, então a empresa japonesa Nintendo decidiu unir as forças para lançar um videogame com o novo sistema, criando assim o sucessor do Nintendo (Famicom no Japão) batizado com o nome de Super Nintendo (Super Famicom no Japão).
A Nintendo então lançava seu console de jogos eletrônicos da 4ª geração, o segundo console doméstico SNES inicialmente no fim de 1990 no Japão; e então em novembro de 1991 foi lançado nos EUA; em seguida em 1992 na Europa e Oceania; e por fim em 1993 na América do Sul. A versão europeia do console (lançada em 1992) é visualmente idêntica ao modelo japonês. O controle também é praticamente idêntico, com botões coloridos, porém na Europa o sistema de cores do console é PAL, enquanto no Japão e Estados Unidos é NTSC.
No Brasil, o console chegou oficialmente apenas em 30 de agosto de 1993, fabricado pela Playtronic (uma joint-venture entre duas empresas, a Gradiente e a Estrela), representante oficial da Nintendo no país na época, já em versão transcodificada para PAL-M, sendo fabricado por muitos anos em Manaus, até a saída da Gradiente do ramo, em 2003.
A Nintendo garantiu seu sucesso no Japão especialmente por manter velhos parceiros, como Capcom, Konami, Tecmo, Square, Koei e Enix, que mantinham a exclusividade da Nintendo de séries como Mega Man, Final Fantasy e Dragon Quest. Nos Estados Unidos, o Super NES começou cambaleando, mas logo ultrapassou em vendas seu principal concorrente, o Mega Drive, graças a jogos como Super Mario World, The Legend of Zelda: A Link to the Past, Street Fighter II: The World Warrior, Super Metroid, Mortal Kombat II, e os jogos das séries Final Fantasy, Dragon Quest e Donkey Kong Country, consolidando-se, assim, como o maior nome da era 16-bits.
O Super NES e Super Famicom foram lançados com apenas alguns jogos, mas esses jogos foram bem recebidos no mercado. No Japão, apenas dois jogos estavam disponíveis no lançamento: Super Mario World e F-Zero. O primeiro, estrelado pelo mascote Mario, costumava acompanhar o console nas vendas e contabilizou 20 milhões de cópias. O segundo contabilizou 2,85 milhões e deu início a mais uma série da Nintendo. Na América do Norte, Super Mario World e outros títulos iniciais incluindo F-Zero, Pilotwings (ambos demonstraram a capacidade de renderização pseudo-3D do console "Mode 7", sendo o último com auxílio de um chip co-processador de nome DSP-1, o mesmo usado em Super Mario Kart), SimCity e Gradius III.
O Super NES foi sucedido pelo Nintendo 64 em 1996.

## Era 32-bit
Enquanto outras empresas estavam se movendo para sistemas de 32 bits, Rare e Nintendo provaram que o Super NES ainda era um forte concorrente no mercado. Em 1994 foi o ano do auge do Super Nintendo, pois foi o ano com maior número de jogos lançado para o console e em novembro de 1994, a Rare, com autorização da Nintendo lançou o revolucionário Donkey Kong Country, um jogo de plataforma com modelos e texturas pré-renderizados em 3D, criados nas estações de trabalho da SGI. Com seus gráficos detalhados, animação fluida e música de alta qualidade, Donkey Kong Country rivalizava com a qualidade estética dos jogos que estavam sendo liberados em consoles mais recentes e que esbanjavam a maior capacidade de armazenamento, devido o uso de CD nos consoles de 32 bits (como o Saturn, Playstation e, 3DO). Nos últimos 45 dias de 1994, o jogo vendeu 6,1 milhões de unidades (9 milhões até hoje), se tornando o jogo mais vendido na história até neste ponto. Este jogo enviou uma mensagem que os primeiros sistemas de 32 bits que não aparentavam ser tão diferentes em comparação ao Super NES e ajudaram a dar uma sobrevida de mais 2 anos ao console. Este episódio abriu caminho a ideia de que as produtoras deveriam utilizar os consoles de maneiras cada vez mais criativas e mais eficientes.
Uma versão chamada Super Nintendo Classic Edition (SNES Classic) ou Super Nintendo Mini foi anunciado em 26 de junho de 2017 e, lançado em 29 de setembro de 2017 na América do Norte e Europa. A réplica atualizada de um dos consoles mais populares da Nintendo inclui 21 jogos do Super NES pré-instalados (na imemória), incluindo uma versão inédita do Star Fox 2.

## Versões
- Versão japonesa (Super Famicom), 1990-1997
- Versão americana, 1991-1997
- Versão européia, 1992-1998
- Super Famicom Jr, 1997-1999
- SNES Baby, 1997-2003

Todas as versões do Super NES são predominantemente cinzas, embora o formato possa diferir. A versão original norte-americana possui dois interruptores roxos e uma cavidade pressionável cinza-médio para ejetar cartuchos. As versões europeia e japonesa são mais arredondadas, com interruptores e botões cinza. O norte-americano SNES Baby e o japonês Super Famicom Jr. são, ambos, menores e com contorno arredondado. Entretanto, os botões do SNES 2 são roxos enquanto os do Super Famicom Jr. são cinza-escuro.
Todas as versões possuem o encaixe para cartucho na parte superior, embora os formatos deles sejam diferentes para se adequar às formas dos cartuchos distribuídos nos respectivos países. O conector possui 62 contatos, entretanto muitos cartuchos utilizam apenas os 46 centrais. Todas as versões incorporam também duas conexões de sete pinos para controles na parte frontal, uma conexão para fonte de alimentação e uma conexão com a TV.
A conexão com a TV se dá através do conector Multi-AV ou do conector RF. O segundo modelo lançado possui ou conexão Multi-AV (consoles produzidos no Estados Unidos) ou conexão RF (consoles nacionais), em contraste com o primeiro que possuía as duas simultaneamente.
A conexão Multi-AV é a mesma usada no Nintendo 64 e no GameCube e pode transmitir sinais de vídeo composto, RGB (via cabo SCART ou RGB-JP) e S-Video no primeiro modelo. No segundo modelo, os aparelhos com saída Multi-AV só podiam transmitir vídeo composto, pois os outros sinais eram fisicamente desconectados do processador de vídeo, tendo como foco desta modificação, o corte de custos na produção, pois o segundo modelo foi criado com esta intenção.

## Controles

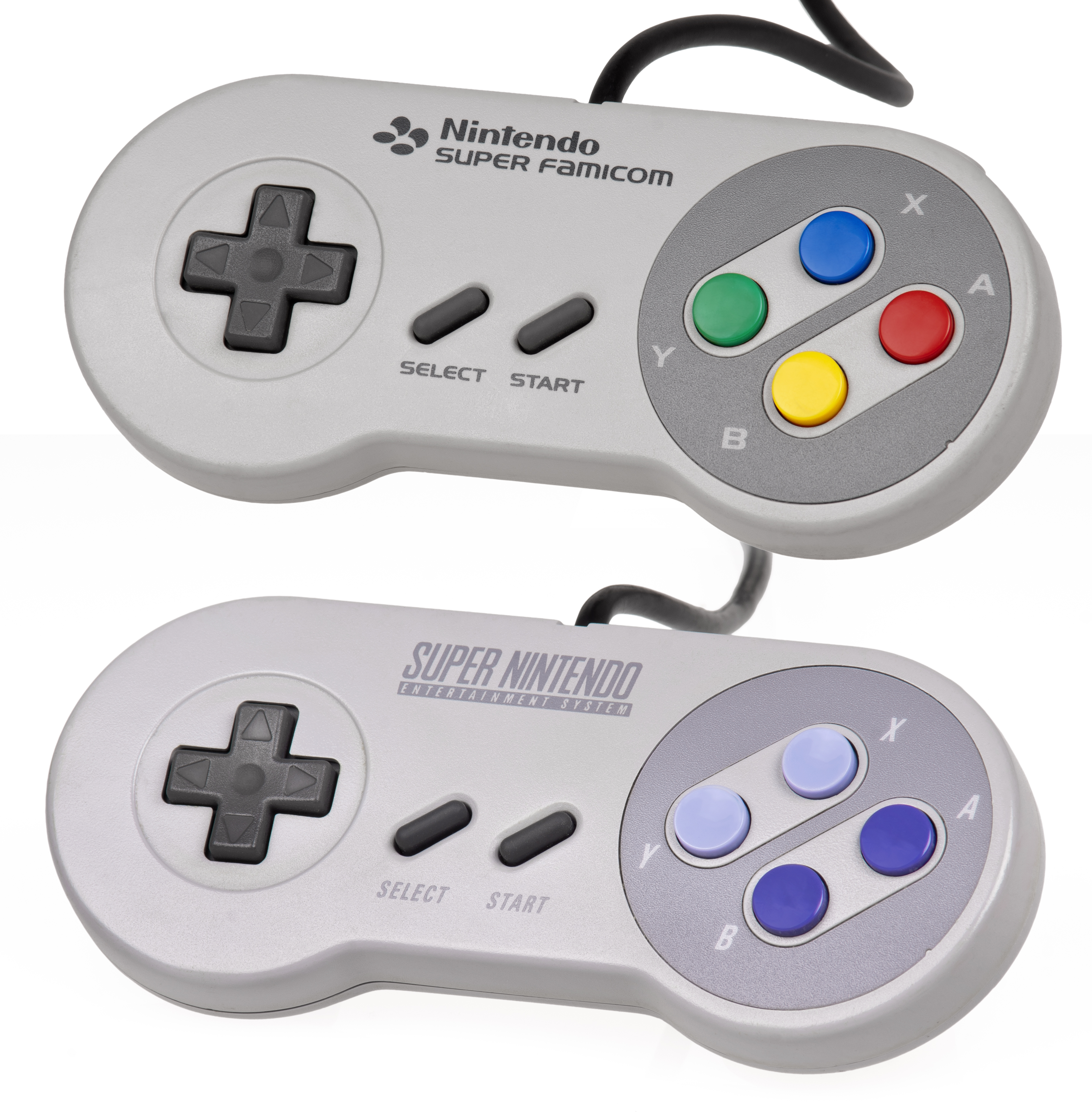
Controles da versão japonesa (acima) e americana (abaixo).

Seu formato básico incluía um direcional digital, 4 botões em cruz (A, B, X e Y), 2 botões na parte superior (R e L) e 2 botões ao centro (START e SELECT).
Foi o primeiro controle a trazer "botões de ombro" (shoulder buttons) nas bordas, chamados L e R (L''eft e R''ight - Esquerda e Direita). Geralmente são usados para movimentar a câmera de jogo, mas também possuem outras funções dependendo do jogo em questão. Todos os consoles seguintes copiaram esses botões (notavelmente, o PlayStation duplicou os botões de ombro).
Havia também uma peculiaridade nos botões em cruz. Os superiores (dado a inclinação da cruz), Y e X, possuíam formato côncavo, enquanto os inferiores convexo. Tal formato tornava a jogabilidade mais prazerosa em jogos como Super Mario World e Donkey Kong Country, em que o botão superior Y ficava permanentemente pressionado para dar velocidade, e o botão inferior era usado simultaneamente para outras funções (no caso dos dois jogos mencionados, o pulo).
A versão japonesa/europeia do aparelho traz os botões em cruz em quatro cores diferentes: verde, azul, amarelo, vermelho, respectivamente aos botões Y, X, B e A, enquanto na versão norte-americana, os botões côncavos Y e X tinham coloração lilás e os botões convexos B e A roxo.

### Super NES Mouse
Super NES Mouse é um controlador no formato de mouse/rato lançado em 1992, para uso neste console, semelhante aos dispositivos utilizados em computadores pessoais. É ligado na mesma entrada do controle comum, e compatível com dezenas de jogos. Em alguns jogos o uso do mouse é opcional, enquanto em outros é obrigatório. Foi relançado em 2017 com sensor óptico, agora chamado Hyper Click produzido pela empresa Hyperkin. Porém não é compatível com o modelo "SNES Classic Edition".

## Especificações Técnicas
|                                                              | Western Design Center | CMD/GTE 65C816 customizado(CISC) |
| Frequência de clock: 1,79MHz, 2,68MHz ou 3,58 MHz (variável) | Lisura:               |                                  |
| Barramento: 16 bits                                          |                       |                                  |

| | Ricoh 5C77-01 e 5C78-03 | S-PPU1 e S-PPU2 |
| Frequência de clock: 2,56 MHz 16 bits | Lisura:                 |                 |
| - Memória de vídeo (Video RAM): 64 KB - Resolução: 512 pixels x 448 pixels; 256 x 224 - Paleta de cores: 32 768 (15-bit) - Número máximo de cores na tela: 256 - Tamanho máximo dos sprites: 128 x 128 pixels - Número máximo de sprites na tela: 128 sprites - O SNES Trabalhava com duas PPUs - Mode 7 |                         |                 |

| | Sony | SPC700 |
| Canais de áudio: 8 |      |        |
| - 8-Bit para controlar a DSP – clock 1 024MHz - Memória de som (Audio RAM): 0,5 Megabit (64 KB) - PCM (Pulse Code Modulator): 16-Bit - Som estéreo digital - Frequência de Amostragem: 32 000 |      |        |

|                         | Cartucho |
| Capacidade normal: 6Mb+ |          |

## Periféricos
O Super NES teve muitos acessórios:

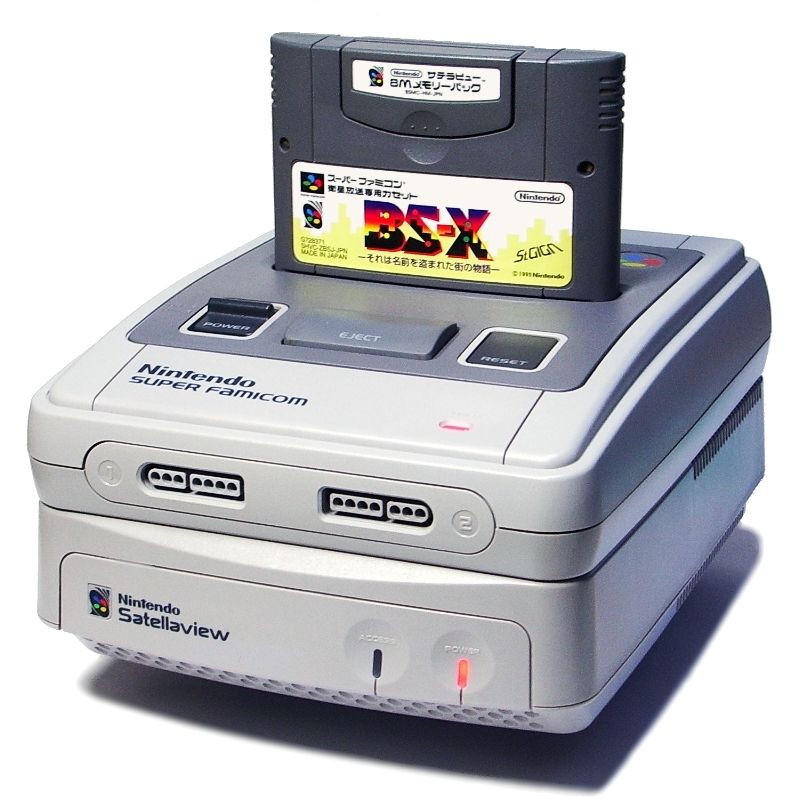
Satellaview acoplado a um SNES japonês.

- Super NES Mouse: lançado em 1992, é bastante semelhante a um mouse comum utilizado em computador. Tem dois botões e vem com um mousepad rígido para suporte. É ligado na mesma entrada do controle comum, e compatível com dezenas de jogos para Super NES. O mais conhecido deles é Mario Paint.
- Super Scope: arma de luz semelhante ao Nintendo Zapper do NES, foi lançada em 1992. Uma inovação sem fio e com mira telescópica.
- Super Game Boy: adaptador que permite jogar cartuchos de Game Boy no SNES. Alguns inclusive com suporte a cores.
- Satellaview: modem exclusivo do Japão, inserido na parte de baixo do console. Funcionou de 1995 a 2000.

A Nintendo planejou um periférico de CD para o SNES que iria se chamar SNES-CD (assim como o Sega CD para o Mega Drive), mas as negociações com Sony e Philips não funcionaram e as duas lançaram os próprios consoles baseados nos periféricos não lançados: PlayStation e CD-i respectivamente.

## Chips auxiliares

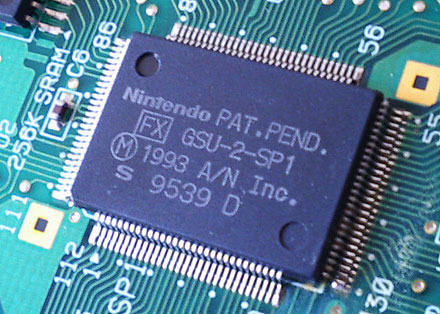
Segunda versão do chip Super FX.

Como parte do plano geral para o SNES, em vez de incluir um processador mais caro que posteriormente se tornaria obsoleto em alguns anos, os designers de hardware implementaram chips auxiliares nos cartuchos. Isso é mais caracterizado pelos 16 pinos adicionais na borda da placa do cartucho.
O Super FX é uma CPU RISC projetada para executar funções que a CPU principal não pode fazer. O chip é usado principalmente para criar mundos em jogos 3D feitos com polígonos, mapeamento de texturas e sombreamento de fonte de luz. O chip também pode ser usado para melhorar jogos 2D.
O chip DSP (Fixed-point digital signal processor, processador de sinal digital de ponto fixo) da Nintendo permitiu cálculos rápidos baseados em vetores, conversões de bitmap, transformações de coordenadas 2D e 3D e outras funções. Existem quatro revisões do chip, cada uma fisicamente idêntica, mas com microcódigos diferentes. A versão DSP-1, incluindo as revisões posteriores de correção de bugs 1A e 1B, são usadas com maior frequência; o DSP-2, DSP-3 e DSP-4 são usados em apenas um jogo cada um.

## Jogos

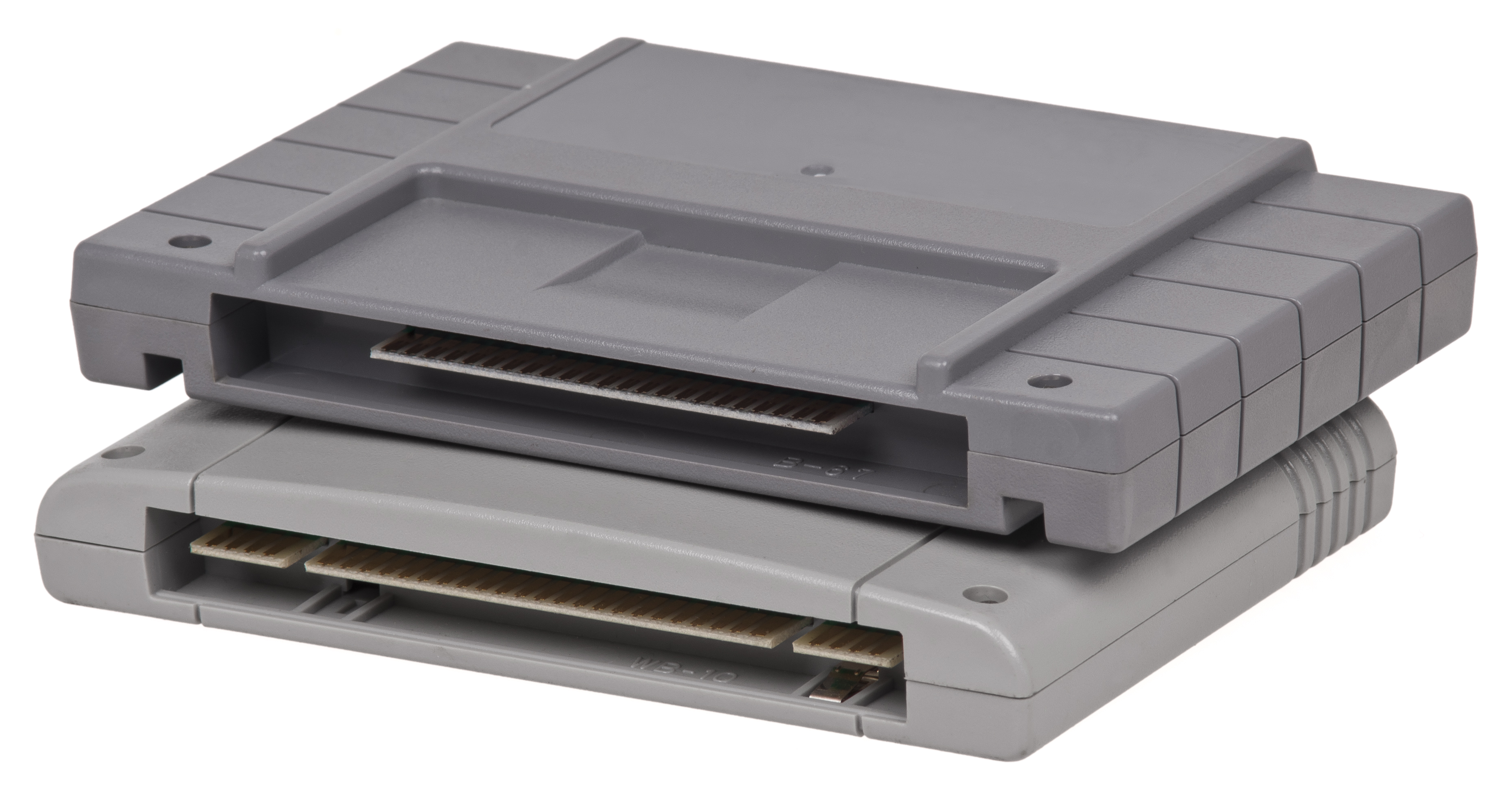
Cartucho da América do Norte (acima) e o cartucho do Japão e da Europa (abaixo).

No total foram lançados 1.757 jogos oficialmente para o console, sendo 721 na América do Norte, 517 na Europa e 1.448 no Japão, 231 jogos foram lançados no formato digital para o Satellaview. Muitos jogos de SNES como Super Mario World, The Legend of Zelda: A Link to the Past, Donkey Kong Country, EarthBound, Super Metroid, Yoshi's Island e vários outros são frequentemente citados como alguns dos melhores jogos de de todos os tempos; inúmeros jogos de SNES foram relançados várias vezes, incluindo no Virtual Console, Super NES Classic Edition e no serviço de jogos clássicos no Nintendo Switch Online. É possível jogar todos os jogos do Game Boy no SNES com o acessório Super Game Boy.
Os jogos eram lançados em cartuchos chamados de Game Pak no ocidente e Cassette no Japão com o total de 128 Mbit de memória, o formato dos cartuchos é diferente nas versões da América do Norte para os do Japão/Europa.

## Emulação
Projetos para emular o Super Nintendo começaram com o lançamento do VSMC em 1994 e Super Pasofami se tornou o primeiro emulador de SNES funcional em 1996. Durante esse tempo, também surgiu uma nova iniciativa chamada Snes9x. Em 1997, começaram os trabalhos para o emulador chamado ZSNES.
A Nintendo of America alega que o uso de ROMS e emuladores para o SNES é considerada violação de direito autoral.
A emulação do SNES está disponível para smartphones com sistema operacional Android por meio de aplicativos na Google Play Store. Aparelhos com o sistema operacional iOS e iPadOS não possuem suporte legal para essas aplicações por que a Apple veta o uso de aplicativos de emulação na sua plataforma.
Com a introdução do Virtual Console para o Wii, oficializou de maneira legal a reprodução dos títulos em um console diferente do original.